# همستر کوتوله دم‌دراز
همستر کوتوله دم‌دراز (نام علمی: Cricetulus longicaudatus) نام یک گونه از زیرخانواده همستر است.